# Grand Theft Auto V
Grand Theft Auto V er et open world action-adventure videospil udviklet af Rockstar North og udgivet af Rockstar Games. Det blev udgivet den 17. september 2013 til PlayStation 3 og Xbox 360. Det er den femte titel i Grand Theft Auto-serien, og den første siden Grand Theft Auto IV fra 2008.
Modsat alle tidligere kapitler i serien har Grand Theft Auto V ikke én hovedperson, men tre. Den første er Michael De Santa, en tidligere professionel bankrøver, der lever med sin familie i Los Santos (baseret på Los Angeles), med efternavnet DeSanta. Den næste er Franklin Clinton, en gangster der bor i ghettoen med sin tante. Den sidste er narkohandleren Trevor Philips. Centralt for historien er en stribe kup, eller de såkaldte heists, som de udfører i fællesskab. De skal planlægges og forberedes, og de skal sikre dem økonomi resten af deres liv.
Udover disse tre hovedpersoner så har man også sin egen hovedperson i multiplayer versionen af spillet. Det virker på nogenlunde samme måde som i singleplayer versionen.
Grand Theft Auto V foregår i den fiktive stat San Andreas (baseret på Sydcalifornien) og på den amerikanske vestkyst i den fiktive by Los Santos og de omkringliggende bjerge, landskaber og strande. Los Santos, en pulserende solbeskinnet metropol fuld af selvhjælpsguruer, stjerneskuespillere og falmende berømtheder, engang den vestlige verdens stolthed, men nu kæmpende for at holde sig oven vande i en tid med økonomisk usikkerhed og billigt reality-tv.
Udviklerne forestillede Grand Theft Auto V som en åndelig efterfølger til mange af deres tidligere projekter, som Red Dead Redemption og Max Payne 3. Udviklingen begyndte kort efter udgivelsen af Grand Theft Auto IV, med fokus på at innovere kernemekanikken i serien ved at give spilleren kontrol over tre hovedpersoner. Efter sin udgivelse blev spillet hyldet af mange anmeldere, som roste dens historie, missionerne, præsentationen og det open-ended spil. Dens skildring af voldelige temaer, herunder Trevors psykopati og brug af tortur samt behandlingen af kvinderne i spillet, er dog blevet stærkt kritiseret. Grand Theft Auto V brød alle salgsrekorder ved at indtjene 800 millioner dollar i de første 24 timer efter dens udgivelse, og 1 milliard dollar inden for sine første tre dage, hvilket gør det til det hurtigst sælgende produkt i underholdningsbranchen i historien.
Der er udviklet en multiplayerfunktion til GTA V, kaldet FiveM, der giver spilleren mulighed for, at spille multiplayer på tilpassede dedikerede servere.